# Eclipsa de Lună din 16 iulie 2019
Eclipsa de Lună din 16 iulie 2019 a fost o eclipsă parțială de Lună.
De la această eclipsă au trecut 5 ani, 252 zile.

## Vizibilitate
Această eclipsă a fost vizibilă de pe cea mai mare parte a Asiei, din Australia, Africa, Europa și America de Sud.
| Pământul văzut de pe Lună în timpul maximului eclipsei. | Harta mondială a vizibilității acestei eclipse. |

## Galerie de imagini

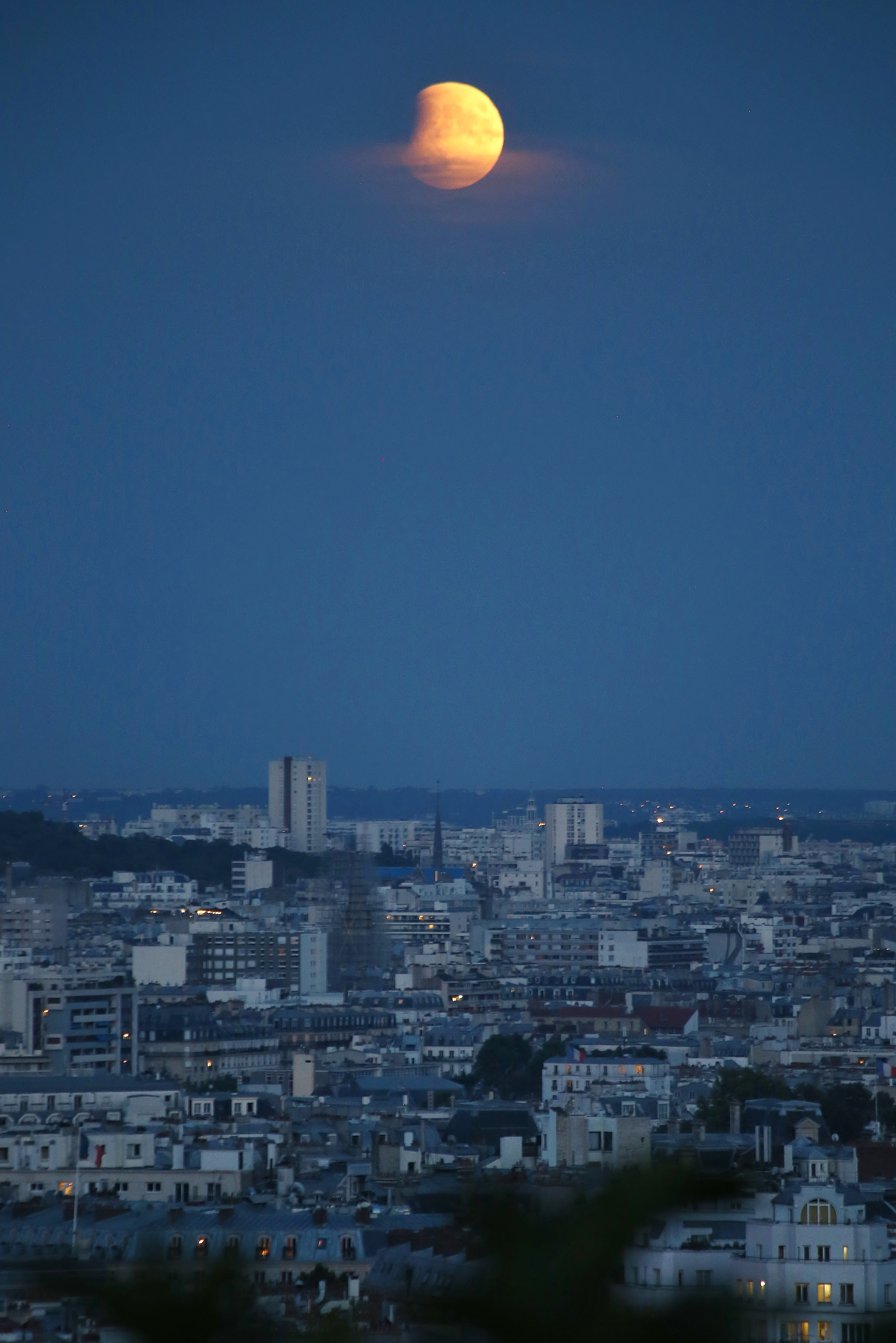
Cu puțin timp după răsăritul Lunii, eclipsa văzută din cartierul parizian Montmartre.
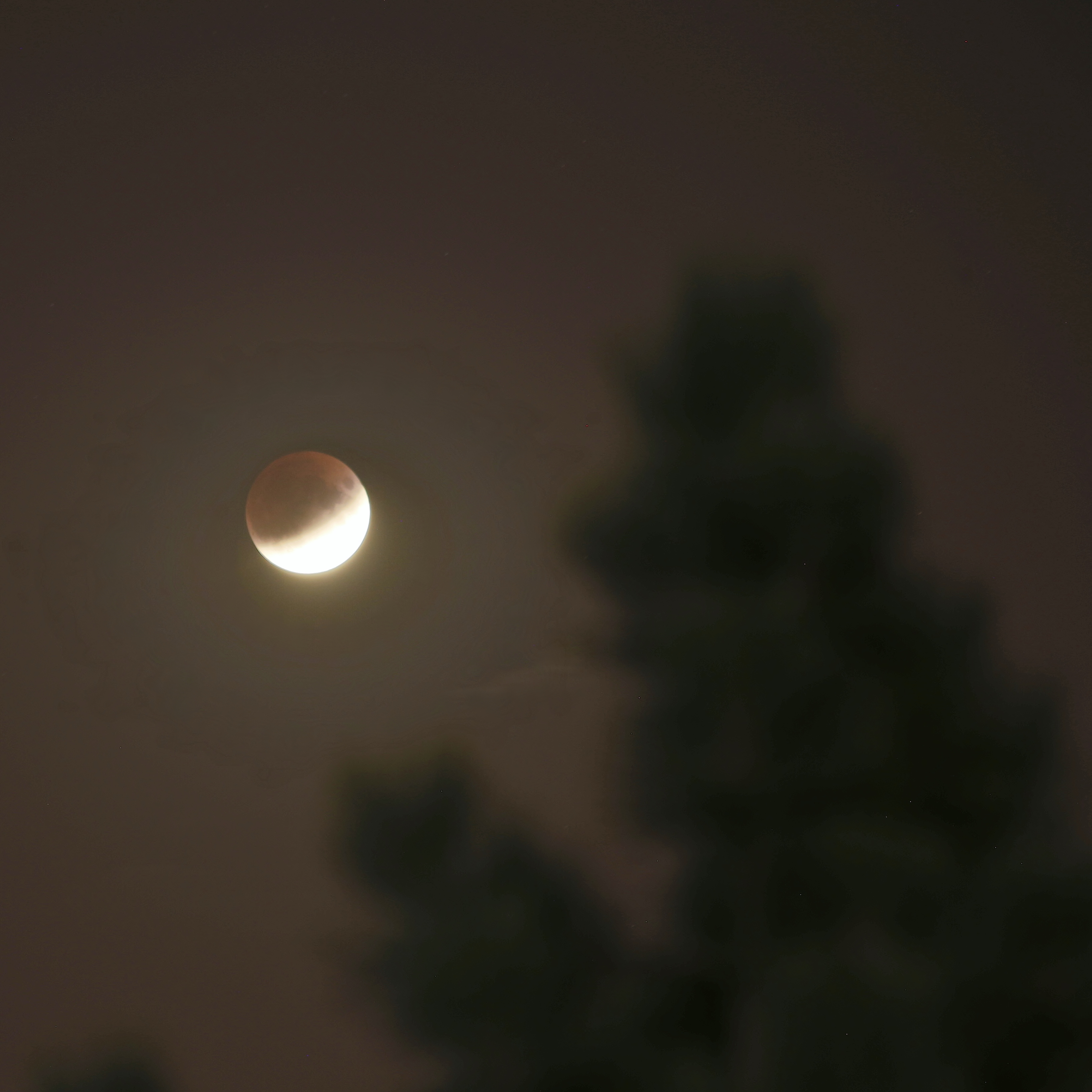
Eclipsa aproape de maxim văzută din Paris.
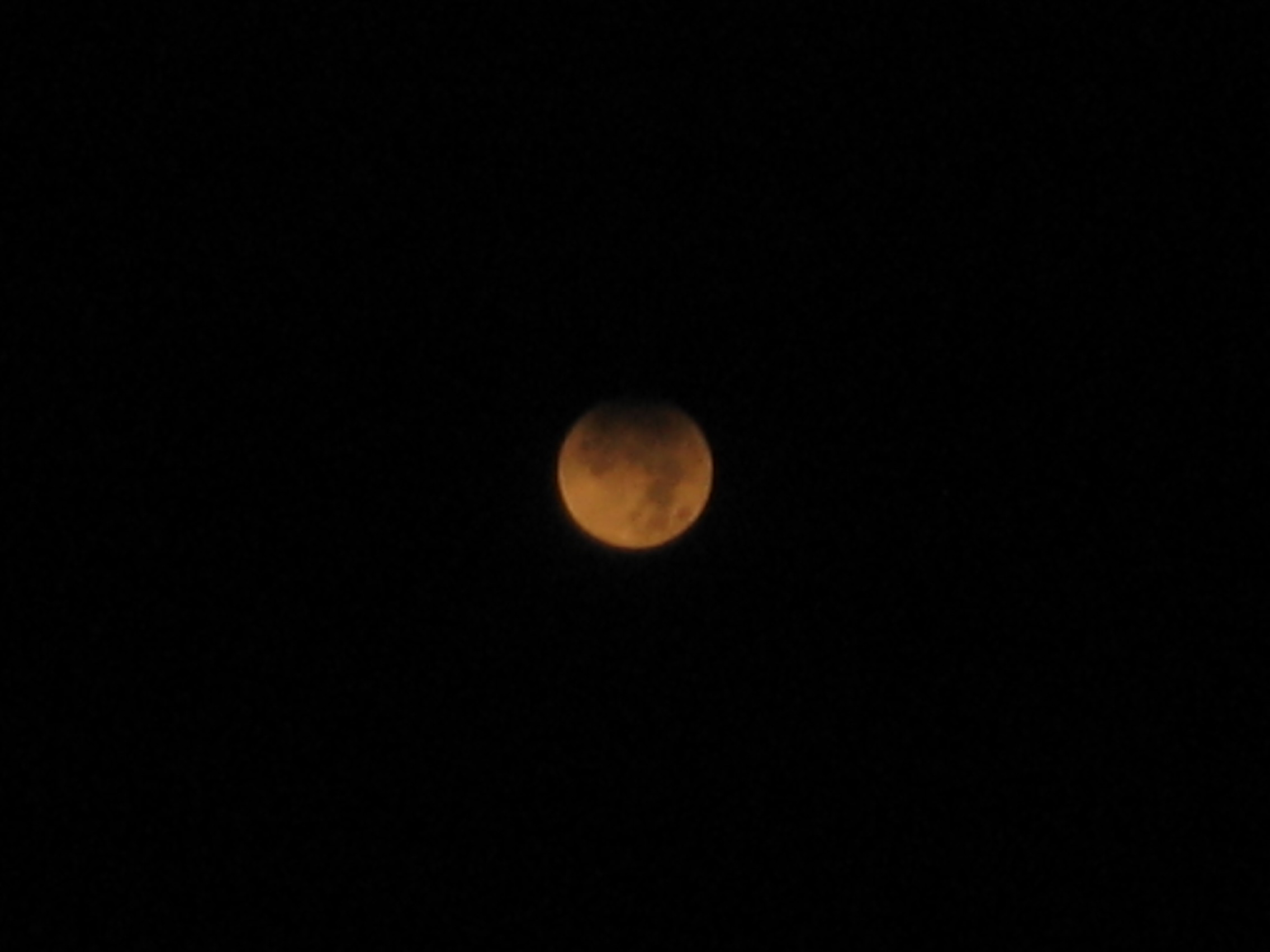
Eclipsa văzută de la Hefei (China), cu puțin timp înainte de faza parțială.
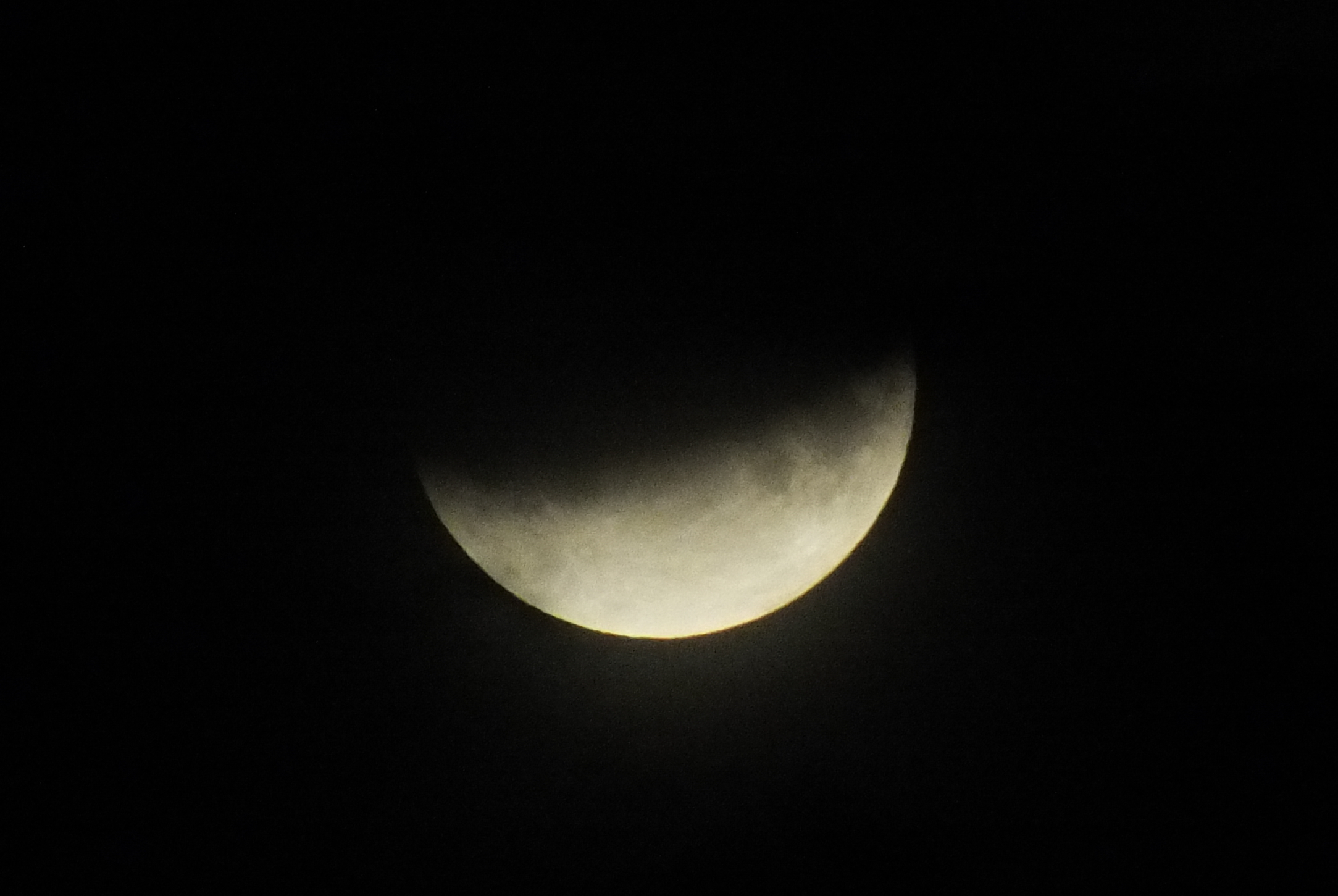
Eclipsa văzută de la Moscova (Federația Rusă), cu puțin timp înainte de faza maximă.
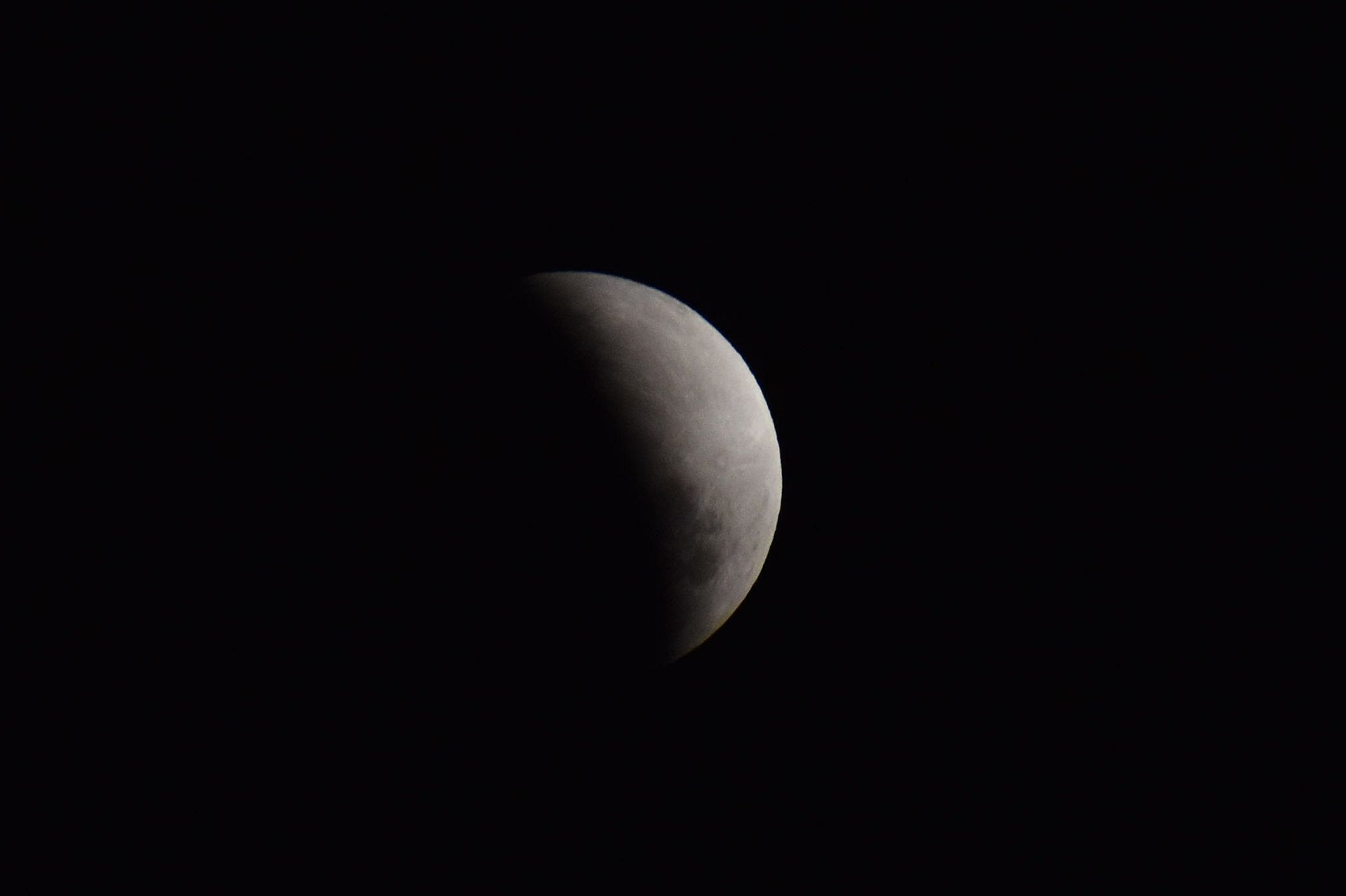
Eclipsa văzută de la La Plata (Argentina), puțin timp după faza maximă.